# Jared Martin
Jared Martin (New York, 21 december 1941 – Philadelphia, 24 mei 2017) was een Amerikaans film- en televisieacteur.

## Biografie
Martin werd geboren in Manhattan. Op tienjarige leeftijd ging hij acteerles volgen. Hij ging op internaat in Vermont. 
Hij studeerde aan de Columbia-universiteit tegelijkertijd met Brian De Palma en debuteerde dan ook in zijn films Murder à la Mod (1968) en The Wedding Party (1969).
Vanaf de jaren zeventig verscheen hij regelmatig op televisie. Gastrollen in onder meer The Love Boat, L.A. Law, How the West Was Won, De Hulk en Hunter. 
Martin is waarschijnlijk het meest bekend van zijn rol van Dusty Farlow in televisieserie Dallas, waar hij de vriend van Sue Ellen speelde. Hij speelde de rol met enkele onderbrekingen van 1979 tot 1982 en daarna nog in 1985 en nog één aflevering in 1991. 
Martin trouwde drie keer, met Nancy Fales (1963-1977), Carol Vogel (1979-1984) en Yu Wei (2000-heden). 